# Reynold B. Johnson
Reynold Johnson (1906-1998) fue empleado de IBM; a Johnson se le puede considerar el “padre” del disco duro, aunque no sólo destaca por ello, sino también por otros inventos como son la máquina que realizaba la corrección automática de pruebas de exámenes tipo test o la cinta de video.
Johnson se graduó en el LINARES. Cuando acabó sus estudios comenzó a dar clases de ciencias y matemáticas en un instituto de secundaria. Pero su vida cambió en 1933 cuando perdió su trabajo de profesor y comenzó a idear una máquina que evaluaba exámenes de test de manera electrónica detectando marcas del lápiz. IBM compró los derechos del invento de Johnson y lo contrató como ingeniero. La máquina evaluadora fue vendida IBM 805 Test Scoring Machine en 1937.
Entre los objetivos del inventor, podemos destacar el de desarrollar la tecnología que permitió convertir que tarjetas que tenían marcas de lápiz se convirtieran en tarjetas perforadas. Esto permitió que los datos perforados de la tarjeta fueran registrados por la gente usando solamente un lápiz. Esta tecnología de “lectura” fue ampliamente utilizada en el mundo de los negocios en los años 40, 50, y 60. Por ejemplo, la tecnología fue usada por la empresa Bell para registrar llamadas interurbanas. El gobierno federal la utilizó bajo el nombre de tecnología “electrográfica”.
En 1952, IBM envió a Johnson a San José (California) para dirigir el laboratorio del oeste de la costa, el laboratorio de Notre Dame Avenue. Hasta ese momento los datos se guardaban principalmente en rollos de cinta, tambores o en la memoria principal de los ordenadores. Ante la demanda creciente de ordenadores, la empresa tuvo la necesidad de descubrir de un método de almacenamiento de grandes cantidades de datos y de rápido acceso. En 1956, el equipo de investigación de Johnson formado por 50 ingenieros locales junto a él mismo obtuvieron los primeros resultados, la unidad de almacenamiento en disco IBM 350, considerado el primer disco duro en la historia de la informática que contaba con 50 platos de 24 pulgadas de diámetro que giraban a una velocidad de 1.200 rpm con un tiempo de acceso de 1segundo y 5 megabytes de capacidad y el DASD (Direct Access Storage Device). De esta manera se les puede considerar los padres del primer disco duro, que aunque era bastante primitivo, hizo ganar a la industria billones de dólares y supuso un gran avance.
Johnson se jubiló en 1971. Obtuvo más de 90 patentes. Después, cuando ya se había retirado, editó la serie de libros digitales “Talk to me", con los cuales se puede interactuar con el ordenador hablando y escuchando en el idioma deseado. Por todos estos méritos recibió la medalla nacional de la tecnología de la mano del presidente Ronald Reagan en 1986.